# Spasskoje-Lutowinowo

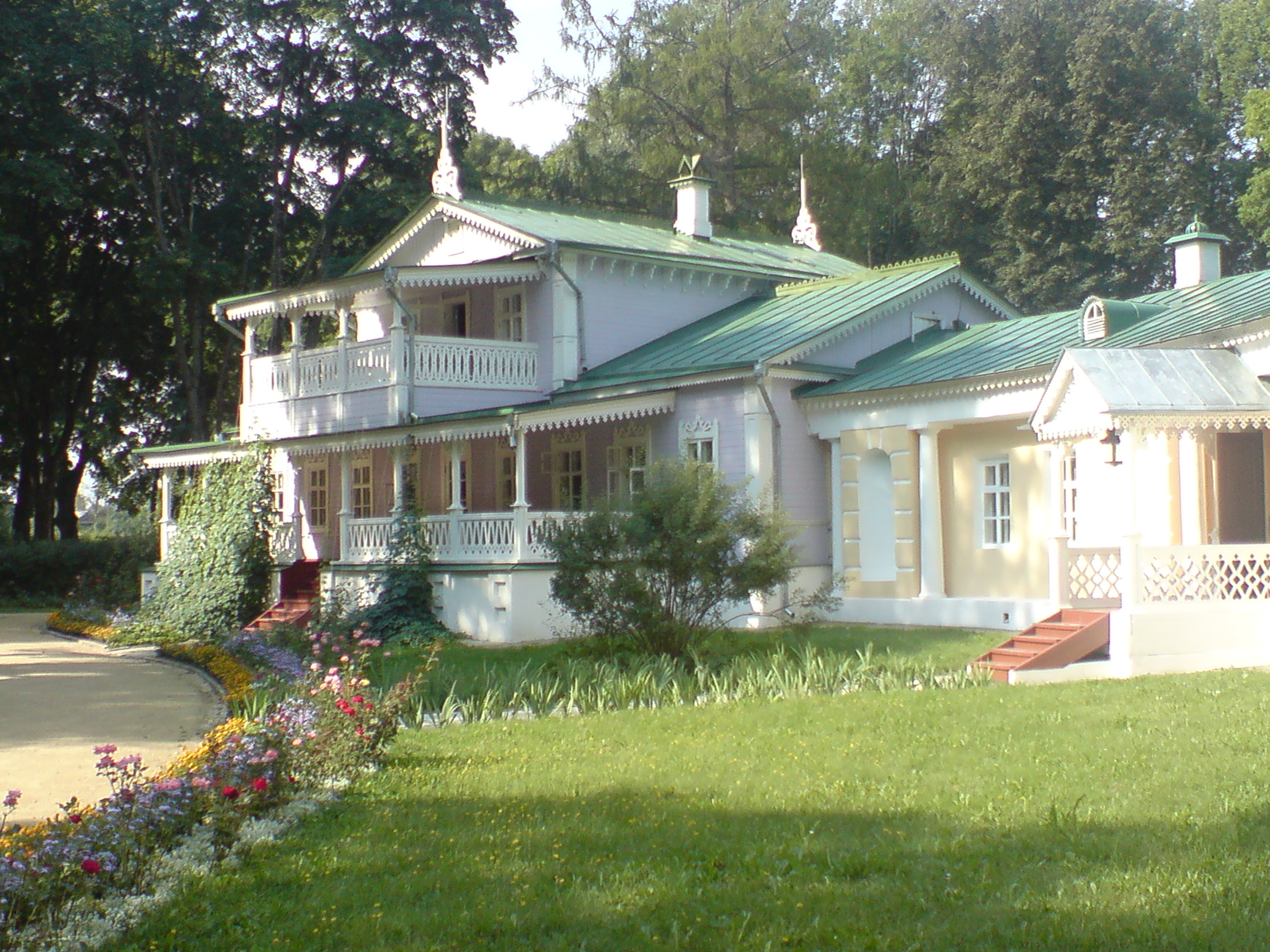
Herrenhaus Spasskoje-Lutowinowo

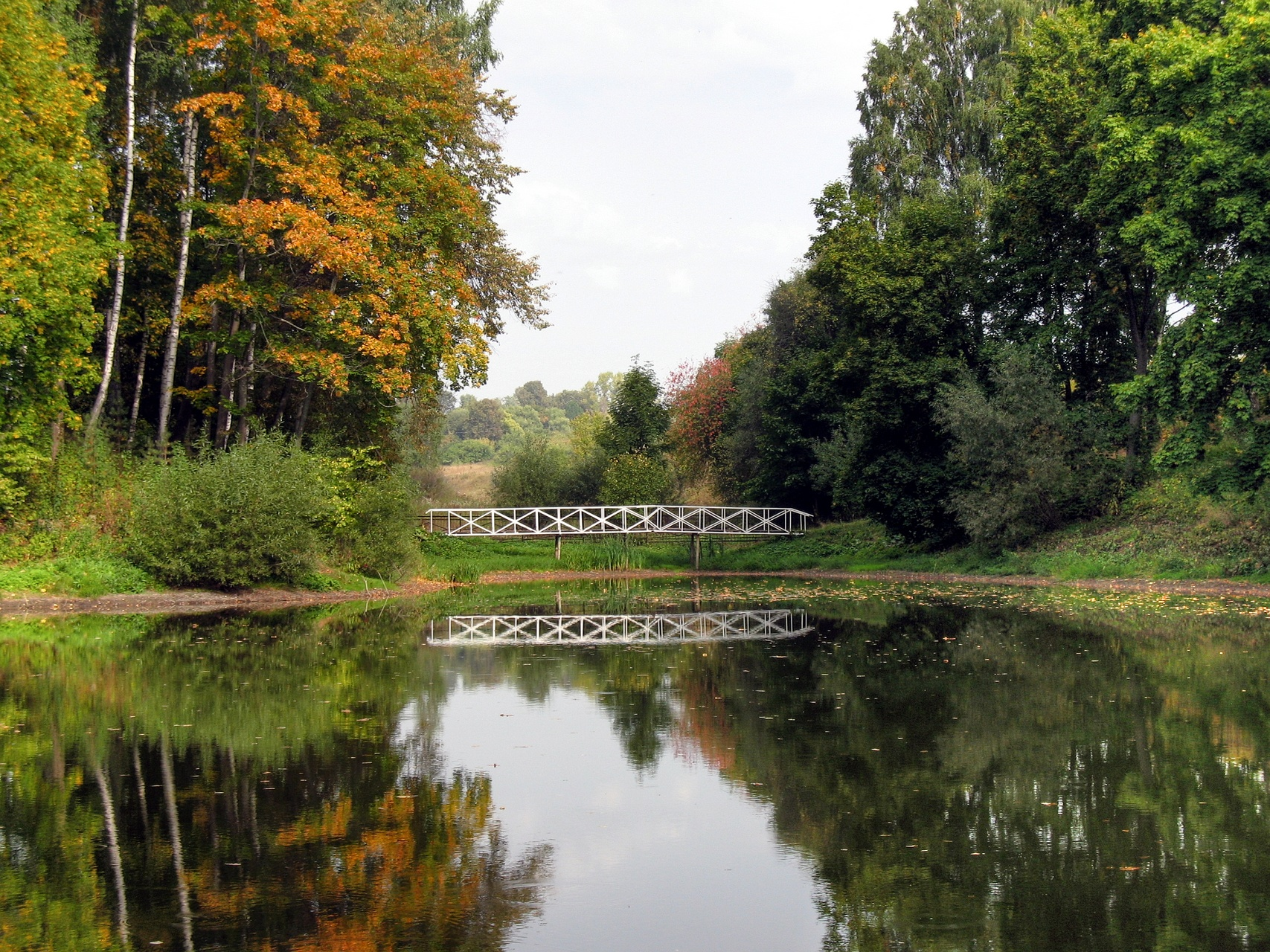
Ansicht des Parks mit See

Spasskoje-Lutowinowo (russisch Спасское-Лутовиново) war das Gut der Mutter des russischen Schriftstellers Iwan Turgenew, auf dem er seine ersten zehn Lebensjahre verbrachte und das er später häufig, auch für längere Zeit, besuchte. Es liegt etwa zehn Kilometer nördlich der Stadt Mzensk in der Oblast Orjol. Das Herrenhaus wurde zwischen 1778 und 1809 errichtet. Nachdem ein Brand im Mai 1839 das Haus zerstört hatte, wurde es wieder aufgebaut und später mehrfach restauriert.
Im Herrenhaus befindet sich ein 1922 eröffnetes Museum mit einer Dauerausstellung über Iwan Turgenew.
Das eigentliche Haus befindet sich in einer großen Parkanlage, die einen See mit Bootsverleih und eine russisch orthodoxe Kirche beherbergt. Der gesamte Komplex ist öfters Ziel von Ausflügen umliegender Schulen.